# 스쿼미시강

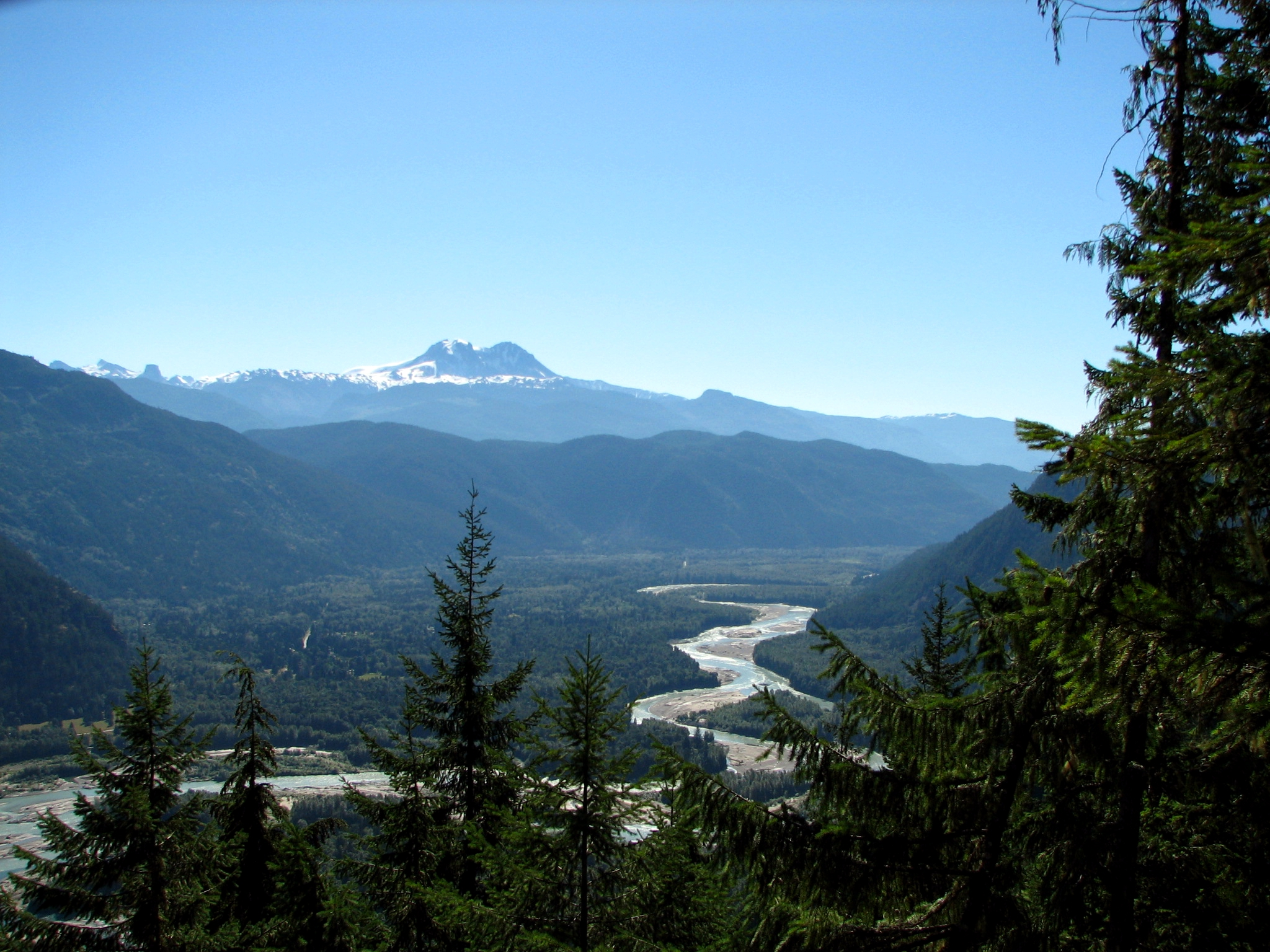
스쿼미시 강

스쿼미시강(Squamish River)은 브리티시컬럼비아 주를 흐르는 강이다.
캐나다 브리티시 컬럼비아 주에 있는 짧지만 매우 큰 강이다. 배수 유역의 크기는 3,328제곱킬로미터(1,285제곱마일)이다. 스쿼미시 강의 총 길이는 약 80킬로미터(50마일)이다.